# Liar (sang af Queen)
"Liar" er en sang af den britiske rock-gruppe Queen, skrevet af sanger Freddie Mercury i 1970 og originalt lavet under titlen "Lover". Sangen er med på bandets debutalbum fra 1973, "Queen". En voldsomt ændret udgave af "Liar" (som bandet hadede) blev udgivet som single med "Doing All Right" i USA af Elektra Records i februar 1974.
I de tidlige år af Queen, var denne sang anset som en af deres mest imponerende livesange, der ofte tog over otte minutter. Men med tiden faldt sangen ud sætlisten, med undtagelse af The Works-turneen (hvor sangen var skåret ned til tre minutter eller mindre). På Magic Tour-turneen, lige før "Tear It Up", bliver starten på "Liar"-guitarriffet spillet af Brian May.
Under liveoptrædener, var det en af de få sange, hvor bassist John Deacon sang kor. Dette skete under den del, hvor bandet synger "all day long". Han mimer reklamevideoen for sangen, hvor han står bag Freddie og synger ind i sin mikrofon. Men det vides ikke om Deacon faktisk sang under liveoptrædener, på grund af det faktum, at han aldrig var en del af koret i studiet og sjældent live. Sangen indeholder desuden en bassolo af Deacon. 
Sangen bragte spørgsmålet om sangskriver-credit i bandet op. Brian May var nysgerrig efter hvilke bandmedlemmer der ville blive krediteret for at have lavet musikken til hver sange, til hvilket Freddie Mercury lukkede diskussionen, ved at sige at tekstskriveren mere eller mindre havde skrevet sangen.

## Sporliste
7" single (Royal Sound TKR 157)
1. "Liar" (single version) (Freddie Mercury) – 3:01
2. "Doing All Right" (Brian May, Tim Staffell) – 4:09

7" single (Elektra E-45884)
1. "Liar" (Freddie Mercury)
2. "Liar"